# Kathedrale St. Josef (Sofia)

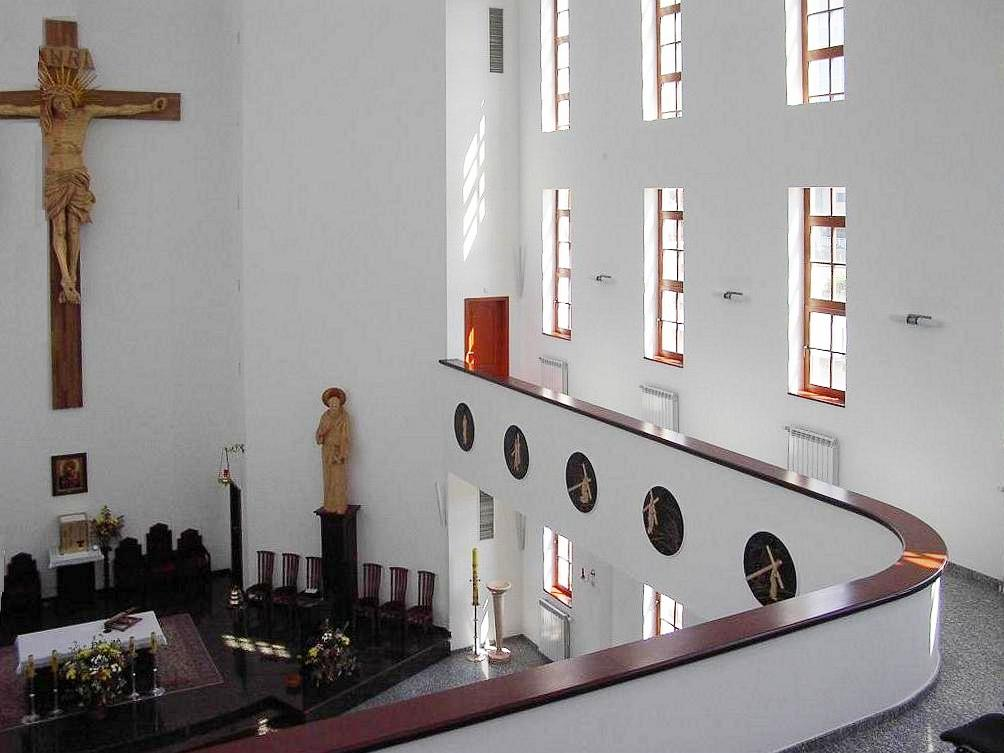
Innenansicht mit Kruzifix

Die Kathedrale St. Josef (bulg. Катедрален храм Свети Йосиф) in der  bulgarischen Hauptstadt Sofia ist Konkathedrale des römisch-katholischen Bistums Sofia und Plowdiw. Sie wurde in den Jahren 2002 bis 2006 erbaut und liegt im Stadtzentrum in der Nähe des Sveta-Nedelya-Platzes.

## Geschichte
Ab 1875 wurde an der Stelle der heutigen Kathedrale eine neobarocke Kirche für die zahlreichen katholischen Zuwanderer aus West-, Mittel- und Südeuropa errichtet. Die Gemeinde wuchs und baute verschiedene Bildungsangebote, ein Krankenhaus und eine Schule auf.
Bei der Bombardierung von Sofia 1944 wurde die Josefskirche vollständig zerstört. In kommunistischer Zeit war ein Wiederaufbau nicht möglich. Die katholische Gemeinde versammelte sich in einem nahegelegenen Saal zum Gottesdienst.
Im Jahr 2002 segnete Papst Johannes Paul II. während seines Bulgarienbesuchs den Grundstein für die neue St.-Josefs-Kirche mit Begegnungszentrum, die nach ihrer Weihe durch Kardinalstaatssekretär Angelo Sodano im Jahr 2006 Konkathedrale des 1979 errichteten Bistums Sofia-Plowdiw wurde.

## Architektur
Die Josefskathedrale ist eine weite und helle Saalkirche auf rechteckigem Grundriss, 23 m lang, 15 m breit und 19 m hoch mit einem Satteldach. Der schlanke Glockenturm hat eine Höhe von 33 Metern. Sie ist die größte römisch-katholische Kirche Bulgariens mit 350 Sitzplätzen und einem Fassungsvermögen von etwa 1.000 Personen. Der Kirchenbau knüpft an Formen italienischer Renaissance-Kirchen an. Zentrales Ausstattungsstück ist ein sieben Meter hohes hölzernes Kruzifix an der Altarwand.